# Lekkoatletyka na Letnich Igrzyskach Olimpijskich 1968 – bieg na 400 m kobiet
Bieg na 400 metrów kobiet podczas XIX Letnich Igrzysk Olimpijskich w Meksyku rozegrano 14 (eliminacje), 15 (półfinały) i 16 października 1968 (finał) na Estadio Olímpico Universitario. Zwyciężczynią została reprezentantka Francji Colette Besson, która w finale wyrównała rekord olimpijski z wynikiem 52,0 s.

## Rekordy

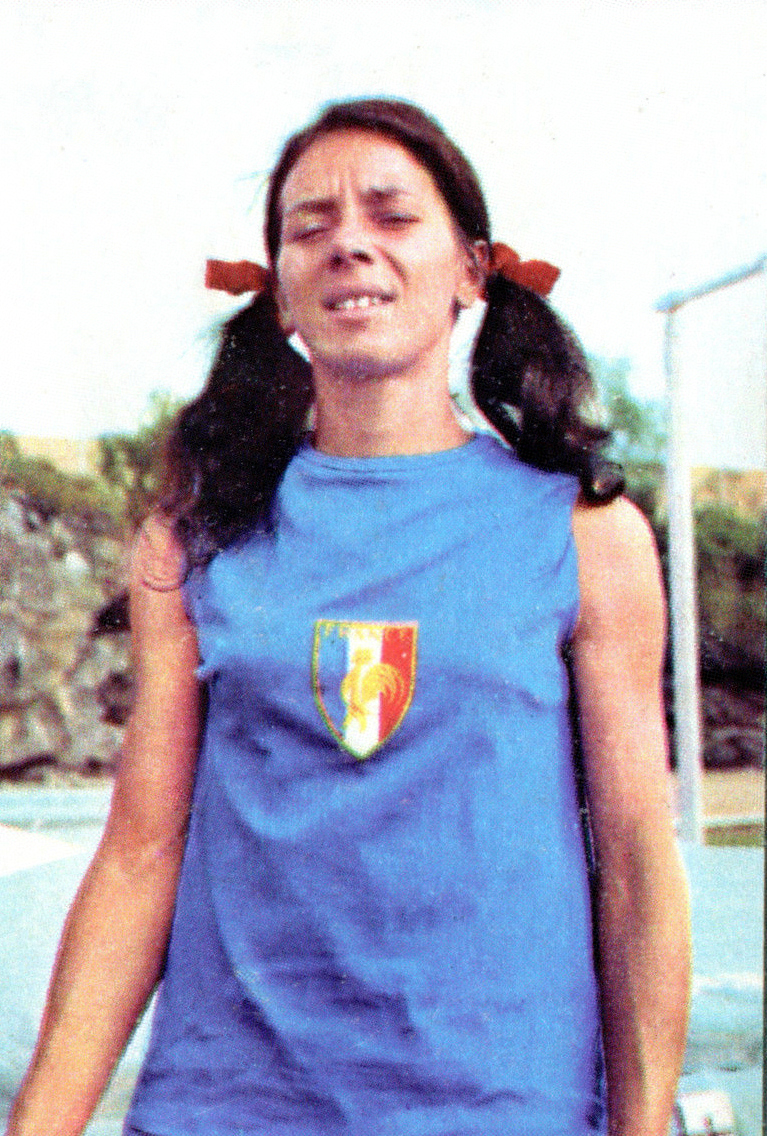
Colette Besson

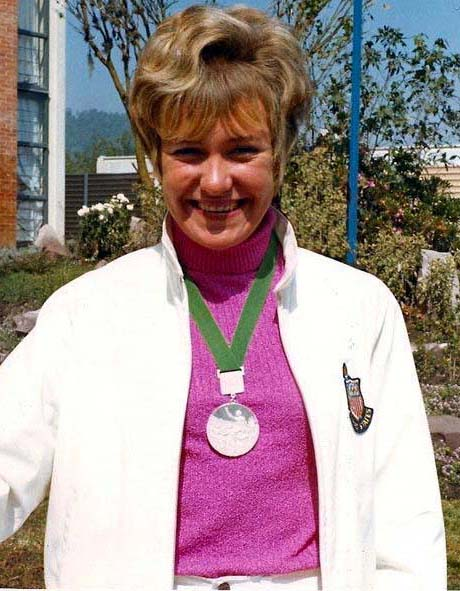
Lillian Board

|                   | Zawodniczka    | Narodowość     | Czas | Data                      | Miejsce   |
| ----------------- | -------------- | -------------- | ---- | ------------------------- | --------- |
| Rekord świata     | Sin Kim-dan    | Korea Północna | 51,9 | 23 października 1962(dts) | Pjongjang |
| Rekord olimpijski | Betty Cuthbert | Australia      | 52,0 | 17 października 1964(dts) | Tokio     |

## Wyniki
| Poz. - pozycja |
| – rekord świata \| – rekord krajowy \| – rekord życiowy \| = – wyrównany rekord życiowy \| · – najlepszy wynik w sezonie \| = – wyrównany najlepszy wynik w sezonie \| – rekord olimpijski |
| Fn – falstart \| DNF – nie ukończyła \| DNS – nie wystartowała \| DSQ – zdyskwalifikowana                                                                                                  |

### Eliminacje
Rozegrano cztery biegi eliminacyjne. Do półfinałów awansowały po cztery najlepsze zawodniczki z każdego biegu (Q).

#### Bieg 1
| Poz. | Zawodniczka       | Narodowość        | Rezultat | Uwagi |
| ---- | ----------------- | ----------------- | -------- | ----- |
| 1    | Colette Besson    | Francja           | 53,1     | Q, =  |
| 2    | Jarvis Scott      | Stany Zjednoczone | 53,5     | Q     |
| 3    | Helga Henning     | RFN               | 53,5     | Q,    |
| 4    | Joan Fisher       | Kanada            | 54,6     | Q     |
| 5    | Enriqueta Basilio | Meksyk            | 55,6     |       |
| 6    | Joyce Bennett     | Australia         | 56,5     |       |

#### Bieg 2
| Poz. | Zawodniczka      | Narodowość      | Rezultat | Uwagi |
| ---- | ---------------- | --------------- | -------- | ----- |
| 1    | Aurelia Pentón   | Kuba            | 52,8     | Q,    |
| 2    | Lillian Board    | Wielka Brytania | 52,9     | Q     |
| 3    | Ingrīda Verbele  | ZSRR            | 54,0     | Q     |
| 4    | Una Morris       | Jamajka         | 54,1     | Q     |
| 5    | Anne Covell      | Kanada          | 54,3     |       |
| 6    | Anna Chmelková   | Czechosłowacja  | 54,9     |       |
| 7    | Antónia Munkácsi | Węgry           | 55,6     |       |
| 8    | Jean Robotham    | Kostaryka       | 58,2     |       |

#### Bieg 3
| Poz. | Zawodniczka          | Narodowość        | Rezultat | Uwagi |
| ---- | -------------------- | ----------------- | -------- | ----- |
| 1    | Mirna van der Hoeven | Holandia          | 53,1     | Q,    |
| 2    | Esther Stroy         | Stany Zjednoczone | 53,5     | Q     |
| 3    | Janet Simpson        | Wielka Brytania   | 53,6     | Q     |
| 4    | Monique Noirot       | Francja           | 53,6     | Q     |
| 5    | Tekla Chemabwai      | Kenia             | 54,0     |       |
| 6    | Sandra Brown         | Australia         | 55,4     |       |
| 7    | Hana Shezifi         | Izrael            | 56,3     |       |

#### Bieg 4
| Poz. | Zawodniczka          | Narodowość        | Rezultat | Uwagi |
| ---- | -------------------- | ----------------- | -------- | ----- |
| 1    | Natalja Pieczonkina  | ZSRR              | 53,7     | Q     |
| 2    | Mary Green           | Wielka Brytania   | 53,9     | Q     |
| 3    | Karin Wallgren       | Szwecja           | 54,2     | Q     |
| 4    | Lois Anne Drinkwater | Stany Zjednoczone | 54,5     | Q     |
| 5    | Donata Govoni        | Włochy            | 54,7     |       |
| 6    | Eeva Haimi           | Finlandia         | 55,0     |       |
| 7    | Josefa Vicent        | Urugwaj           | 56,3     |       |
| 8    | Olajumoke Bodunrin   | Nigeria           | 57,0     |       |

### Półfinały
Rozegrano dwa biegi półfinałowe. Do finału awansowały po cztery najlepsze zawodniczki z każdego biegu (Q).

#### Bieg 1
| Poz. | Zawodniczka     | Narodowość        | Rezultat | Uwagi |
| ---- | --------------- | ----------------- | -------- | ----- |
| 1    | Helga Henning   | RFN               | 53,3     | Q,    |
| 2    | Colette Besson  | Francja           | 53,6     | Q     |
| 3    | Janet Simpson   | Wielka Brytania   | 54,0     | Q     |
| 4    | Aurelia Pentón  | Kuba              | 54,0     | Q     |
| 5    | Esther Stroy    | Stany Zjednoczone | 54,3     |       |
| 6    | Una Morris      | Jamajka           | 54,6     |       |
| 7    | Ingrīda Verbele | ZSRR              | 54,6     |       |
| 8    | Joan Fisher     | Kanada            | 55,2     |       |

#### Bieg 2
| Poz. | Zawodniczka          | Narodowość        | Rezultat | Uwagi |
| ---- | -------------------- | ----------------- | -------- | ----- |
| 1    | Lillian Board        | Wielka Brytania   | 52,5     | Q     |
| 2    | Mirna van der Hoeven | Holandia          | 52,6     | Q,    |
| 3    | Natalja Pieczonkina  | ZSRR              | 52,8     | Q,    |
| 4    | Jarvis Scott         | Stany Zjednoczone | 53,2     | Q     |
| 5    | Mary Green           | Wielka Brytania   | 53,6     |       |
| 6    | Karin Wallgren       | Szwecja           | 53,9     |       |
| 7    | Monique Noirot       | Francja           | 54,2     |       |
| 8    | Lois Anne Drinkwater | Stany Zjednoczone | 57,3     |       |

### Finał
| Poz. | Zawodniczka          | Narodowość        | Rezultat | Uwagi |
| ---- | -------------------- | ----------------- | -------- | ----- |
| 1    | Colette Besson       | Francja           | 52,0     | =     |
| 2    | Lillian Board        | Wielka Brytania   | 52,1     | [ 3 ] |
| 3    | Natalja Pieczonkina  | ZSRR              | 52,2     | [ 6 ] |
| 4    | Janet Simpson        | Wielka Brytania   | 52,5     |       |
| 5    | Aurelia Pentón       | Kuba              | 52,7     | [ 4 ] |
| 6    | Jarvis Scott         | Stany Zjednoczone | 52,7     |       |
| 7    | Helga Henning        | RFN               | 52,8     | [ 3 ] |
| 8    | Mirna van der Hoeven | Holandia          | 53,0     |       |